# Коти (аэропорт)
Аэропорт Коти (яп. 高知空港, Kōchi Kūkō) (ИАТА: KCZ, ИКАО: RJOK) , известный также, как аэропорт Коти Рёма (яп. 高知龍馬空港, Kōchi Ryōma Kūkō) — региональный аэропорт в Нанкоку в префектуре Коти (Япония). Он расположен на юго-восточном побережье, в 13 км восточнее города Коти.
Площадь аэропорта — 120 га. Аэропорт имеет одну взлётно-посадочную полосу (ВПП), которая обслуживает малые и средние самолёты. Двухэтажное здание терминала площадью 10 900 м² расположено к северу от ВПП. Прибывающие пассажиры принимаются на первый этаж, вылетающие пассажиры — на второй. В небольшом здании терминала находится 14 розничных магазинов. На третьем этаже здания находится смотровая площадка. Добираться в аэропорт и из аэропорта можно на автомобиле, такси или автобусе.

## История
Аэропорт Коти был построен в 1944 году как аэродром Коти для Императорского флота Японии, и с 1945 по 1952 год аэропорт находился под командованием американских войск . Аэродром стал гражданским аэропортом в 1952 году, а первые рейсы отсюда начали летать в 1954 году.
Взлётно-посадочная полоса, которая расширялась в 1960 и 1980 годах и позже, достигла 2500 метров (8202 футов), что позволило принимать самолёты бо́льшего размера.
В ноябре 2003 года аэропорт стал первым в Японии, получившим название в честь человека. Он стал называться Коти Рёма по имени лидера периода Бакумацу Сакамото Рёма .

## Факты
- Аэропорт принимает в год 2 400 000 пассажиров;
- Перевозка грузов — 6960 тонн в год (по данным 2000 года)
- Обслуживает 13 500 посадок в год (по данным 2000 года)